# Катастрофа Ан-8 под Кировабадом
Катастрофа Ан-8 под Кировабадом — авиационная катастрофа военно-транспортного Ан-8 советских ВВС, произошедшая в понедельник 13 апреля 1964 года на Главном Кавказском хребте в районе Кировабада, в катастрофе погибли 6 человек.

## Экипаж
- Командир корабля — лётчик 1-го класса капитан Путин Владимир Иванович
- Пилот-инструктор — командир отряда майор Миналян Айк Аршакович
- Штурман-инструктор — штурман отряда капитан Четков Евгений Николаевич
- Штурман — старший лейтенант Балаба Николай Платонович
- Борттехник — старший лейтенант Семенов Борис Григорьевич
- Бортрадист — младший сержант с/с Чучелов Владимир Григорьевич

## Катастрофа
Экипаж из 708-го отдельного военно-транспортного авиаполка (базировался в Кировабаде) на самолёте Ан-8 с бортовым номером 41 выполнял тренировочный полёт на десантирование. Полёт выполнялся по круговому маршруту Кировабад — Акстафа — Тбилиси — Моздок — Махачкала — мыс Избербаш — Евлах — Герань — Кировабад ночью и в сложных погодных условиях. После прохождения Избербаша и разворота на НБП экипаж допустил, что самолёт начал уходить влево к востоку от маршрута. Также было начато снижение с высоты 5100 до 1500 метров, причём выполнялось оно с удвоенной вертикальной скоростью — 10 м/с, вместо заданной 5 м/с. Через некоторое время летящий в облаках Ан-8 врезался в заснеженный склон Главного Кавказского хребта у горы Цайлахан (41°17′40″ с. ш. 47°21′13″ в. д., высота 3546 метров), что на границе Дагестанской АССР и Азербайджанской ССР. Врезавшись всего в нескольких метрах от гребня, машина полностью разрушилась, а часть обломков даже перелетела на противоположный склон. Все люди на борту погибли.

## Причины
По мнению следственной комиссии, к катастрофе привели плохие организация и руководство полётами (неправильно выбран рубеж начала снижения, командир и штурман самовольно увеличили скорость снижения, экипаж не подготовлен для выполнения полёта), а также ошибка экипажа по части выдерживания линии пути и определении рубежа начала снижения.